# Торпедо (футбольный клуб, Рига)
«Торпедо» (Рига) — бывший советский и латвийский футбольный клуб из Риги. Выступал в чемпионатах Латвийской ССР и Латвии.

## История
Образован в 1957 году. До 1992 года был связан с рижским таксомоторным парком, поэтому некоторые игроки совмещали игру в клубе с работой на предприятии. С 1974 по 1989 годы главным тренером Торпедо являлся Аркадий Перкин. Лучшие достижения команды пришлись на 80-е годы (чемпион ЛССР в 1984, 1986 и 1987 годах, обладатель Кубка Латвии в 1989 году).
Вице-чемпион Латвии в сезонах 1996 и 1997. В 1996 году — участник Кубка Интертото.

## Преемственность
В межсезонье 2000/2001 ЛУ/«Даугава» и ФК полиции объединились. Полученная команда стала называться «ФКП/Даугава». По окончании сезона 2002 года команда прекратила существование.
В феврале 2015 года клуб воссоздали под названием «Торпедо» (Рига), зарегистрировали в ЛФФ и подали заявку на участие во Второй лиге Латвии-2015.

## Названия
- РТП (1957—1970)
- «Торпедо» (1971—1992)
- «Видус» (1993—1994)
- «Видус/Рига» (1994)
- «Амстриг» (1995)
- «Даугава» (1996—1997)
- ЛУ/«Даугава» (1998—2000)

## Результаты выступлений в чемпионате Латвии
| Сезон | Лига   | Место | Игр | Победы | Ничьи | Поражения | Мячи   | Очки | Тренер                         | Бомбардир                                 |
| ----- | ------ | ----- | --- | ------ | ----- | --------- | ------ | ---- | ------------------------------ | ----------------------------------------- |
| 1992  | Высшая | 8     | 22  | 5      | 7     | 10        | 28—40  | 17   | Аркадий Перкин                 | Игорь Зеньков — 7 голов                   |
| 1993  | Высшая | 6     | 18  | 6      | 7     | 5         | 19—13  | 19   | Аркадий Перкин                 | Сергей Иванов — 5 голов                   |
| 1994  | Высшая | 7     | 22  | 8      | 5     | 9         | 21—34  | 21   | Евгений Касьян                 | Геннадий Ширин — 7 голов                  |
| 1995  | Высшая | 5     | 28  | 9      | 8     | 11        | 47—38  | 35   | Георгий Гусаренко, Юрий Попков | Михаил Михолап — 11 голов                 |
| 1996  | Высшая | 2     | 28  | 18     | 7     | 3         | 61—18  | 61   | Юрий Попков                    | Михаил Михолап — 33 гола                  |
| 1997  | Высшая | 2     | 24  | 13     | 4     | 7         | 35—27  | 43   | Юрий Попков                    | Артур Закрешевский — 9 голов              |
| 1998  | Высшая | 6     | 28  | 7      | 9     | 12        | 42—42  | 30   | Янис Скределис                 | Алексей Шарандо, Олег Рыдный — по 9 голов |
| 1999  | Первая | ▲1    | 28  | 24     | 4     | 0         | 104—16 | 76   | Игорь Клёсов                   | Игорь Капустин — 27 голов                 |
| 2000  | Высшая | 8     | 28  | 2      | 6     | 20        | 21—74  | 12   | Игорь Клёсов                   | Айварас Лауришас — 6 голов                |

## Тренеры
- Аркадий Перкин (1963—1993)
- Евгений Касьян (1994)
- Георгий Гусаренко (1995)
- Юрий Попков (1995—1997)
- Янис Скределис (1998)
- Игорь Клёсов (1999—2000)